# Tour de Millersburg
Le Tour de Millersburg est une course cycliste américaine disputée autour de Millersburg, un petit arrondissement situé dans le comté du Dauphin en Pennsylvanie. Créée en 2007, elle est organisée par le Millersburg Velo Club.
La compétition est divisée en plusieurs épreuves distinctes selon l'âge, le genre et la catégorie des coureurs. Elle est ainsi ouverte aux amateurs ainsi qu'aux professionnels.

## Présentation
L'épreuve est créée en 2007 pour célébrer le 200e anniversaire de la fondation de Millersburg. Elle se déroule généralement sur trois étapes aux profils variés.
L'édition 2020 est annulée en raison du contexte sanitaire lié à la pandémie de Covid-19.

## Palmarès depuis 2010

### Élites Hommes
| Année | Vainqueur       | Deuxième          | Troisième            |
| ----- | --------------- | ----------------- | -------------------- |
| 2010  | Tim Mitchell    | Chris Gruber      | Aaron Gate           |
| 2011  | Jacob Mueller   | Blair Berbert     | Ryan Shebelsky       |
| 2012  | Brett Kielick   | Scott Giles       | Nicholas Rogers (en) |
| 2013  | Scott Zwizanski | Michael Chauner   | Jonathan D'Alba      |
| 2014  | Jacob Tremblay  | Ben Fogle         | Micah Engle          |
| 2015  | Steven Kusy     | Micah Engle       | Taylor Pearman       |
| 2016  | Micah Engle     | Christopher Jones | Craig Nichols        |
| 2017  | Micah Engle     | William Cooper    | Stephen Hall         |
| 2018  | Mattison Brady  | Mark Lewis        | Zach Gregg           |
| 2019  | Alex Driscoll   | Fischer Maris     | Alex Kellum          |
| 2020  | annulé          | annulé            | annulé               |

### Élites Femmes
| Année     | Vainqueur      | Deuxième         | Troisième             |
| --------- | -------------- | ---------------- | --------------------- |
| 2010      | Alison Shanks  | Kaytee Boyd      | Jessica Chong         |
| 2011      | ?              | ?                | ?                     |
| 2012      | Kathleen Giles | Kristine Wander  | Erin Silliman         |
| 2013      | Kathleen Giles | Jenny Ives       | Helen Hatch           |
| 2014      | Amy Cutler     | Lauren Dagostino | Emily Spence          |
| 2015      | Raquel Miller  | Beth Miller      | Samantha Fox          |
| 2016      | Kathryn Buss   | Amy Cutler       | Deborah Leedale-Brown |
| 2017      | Kirstie James  | Paige Shumskas   | Deborah Leedale-Brown |
| 2018-2019 | ?              | ?                | ?                     |
| 2020      | annulé         | annulé           | annulé                |